# Ptiloris
Ptiloris (geweervogels) is een geslacht van zangvogels uit de familie paradijsvogels (Paradisaeidae). 

## Kenmerken
Mannetje en vrouwtje verschillen sterk in verenkleed en de mannetjes vertonen opvallend baltsgedrag. De naam geweervogel (riflebird) komt uit het Engels. De vogels lijken qua kleur op de uniformen van de Britse "riflemen" (infanteristen) uit het begin van de 19de eeuw.

## Verspreiding en leefgebied
De soorten uit dit geslacht komen voor in de regenwouden van Nieuw-Guinea en in tropisch Australië.

## Soorten
Het geslacht kent de volgende soorten:
- Ptiloris intercedens – Oostelijke geweervogel
- Ptiloris magnificus – Prachtgeweervogel
- Ptiloris paradiseus – Schildgeweervogel
- Ptiloris victoriae – Victoria's geweervogel